# 揚鎮區 (北達科他州迪基縣)
揚鎮區（英語：Young Township）是位於美國北達科他州迪基縣的一個鎮區。

## 地方資料
揚鎮區的面積為89.15平方千米，當中陸地面積為88.96平方千米，而水域面積為0.19平方千米。根據2020年美國人口普查的數據，當地共有人口34人，而人口密度為每平方千米0.38人。